# バッリスタ
バッリスタ（ラテン語：Balista, ？ - 261年？）は、軍人皇帝時代のローマ帝国の軍人で、皇帝を僭称したとされる人物。

## 概要
バッリスタの生誕年や出身は不明である。恐らくはウァレリアヌス帝の時期より親衛隊長官の職にあり、サーサーン朝（ペルシア）への遠征軍にも帯同したと考えられる。
260年のエデッサの戦いでウァレリアヌスがペルシア軍の捕虜となると、息子でウァレリアヌスの共同皇帝であったガリエヌスが単独皇帝に即位した。これに対して、同年中にポストゥムスらがガリアにおいて独立を宣言しガリア帝国を樹立すると、ガリエヌスはガリア帝国を征伐するために西方属州へと軍を進めた。
一方の東方属州でも、マクリアヌス父子らがガリエヌスに対抗して皇帝を僭称したが、バッリスタはマクリアヌス父子らをプラエフェクトゥス・プラエトリオとして支持することを表明した。しかし、マクリアヌスらを討伐する為にガリエヌスが派遣したアウレオルスの軍にマクリアヌス父子（大マクリアヌスおよび小マクリアヌス）の軍は敗北して、マクリアヌス父子は共に戦死した。また、261年にはパルミラに勢力圏を持ち、マクリアヌスらの勢力と競合するセプティミウス・オダエナトゥスがガリエヌスに助勢して、ティトゥス・フルウィウス・ユニウス・クィエトゥスを攻撃し、最後はエメサでクィエトゥスは殺害された。なお、この際にバッリスタがエメサ住民を扇動してクィエトゥスを殺害させたともされる。
バッリスタも最終的に自らもローマ皇帝を僭称したとされるが、261年頃にオダエナトゥスに敗れて殺害されたとも伝えられる。